# Sinusknoten

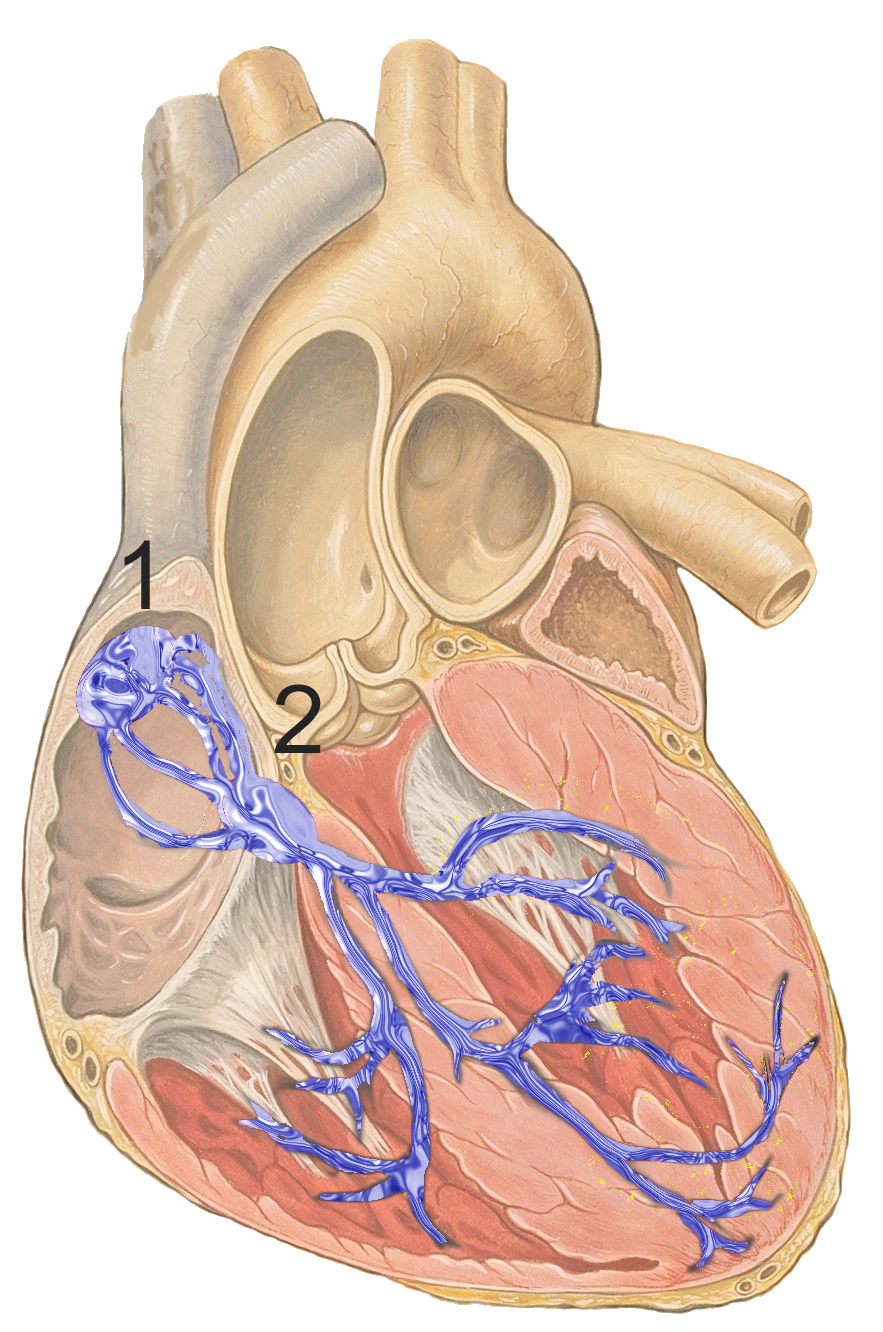
Schema des Herzens mit Erregungsleitungssystem in Blau: (1) Sinusknoten, (2) AV-Knoten

Der Sinusknoten (Nodus sinuatrialis), auch Sinuatrial-Knoten (SA-Knoten) oder Keith-Flack-Knoten, ist der primäre elektrische Taktgeber der Herzaktion. Er besteht aus speziellen Herzmuskelzellen und liegt im rechten Vorhof (Atrium dextrum) des Herzens im Bereich der Mündung der oberen Hohlvene, dem sogenannten Sinus venarum cavarum. „Sinus“ bzw. „Sinuatrial“ leiten sich also von der Lage dieses Taktgebers ab. Er ist Teil des Erregungsbildungssystems des Herzens. Durch den Sinusknoten entsteht der Sinusrhythmus.

## Anatomie
Der Begriff Knoten ist eigentlich etwas irreführend, da es sich um keinen wirklich tastbaren oder sichtbaren Knoten (im Sinne Lymphknoten oder Tumor) handelt. Man kann den Sinusknoten elektrisch als den Bereich des Herzens orten, an dem die elektrische Erregung zuerst nachweisbar ist. Auch eine feingewebliche Abgrenzung von den Nachbarzellen ist möglich.
Im menschlichen Herzen liegt der Sinusknoten spindelförmig eng am Epikard an der Einmündung der oberen Hohlvene in den rechten Vorhof. Es kommt eine erhebliche Lage- und Größenabweichung vor (Länge 10–20 mm, Breite 2–3 mm). Die Blutversorgung geschieht durch einen einzelnen kräftigen Koronararterienast im Bereich des Vorhofs, der bei der Mehrzahl normaler Herzen proximal aus der rechten Koronararterie entspringt. Darüber hinaus existiert eine Kollateralenversorgung mit anderen Gefäßzweigen der Vorhof-Gefäßversorgung. Die transatriale anastomotische Zirkulation kann als Brücke zwischen den beiden koronaren Hauptstämmen (rechte Koronararterie, linker Zirkumflexzweig) fungieren. Die venöse Drainage geschieht direkt in das rechte Atrium durch thebesische Kanäle.

## Histologie
Histologisch besteht der Sinusknoten aus einer Gruppe von spezialisierten Herzmuskelzellen, die die Fähigkeit zur spontanen Depolarisation besitzen und sich so selbst elektrisch erregen können. Dies geschieht im Ruhezustand beim erwachsenen Menschen mit einer Frequenz von 60–80/min. Bei körperlich extrem gut trainierten Ausdauersportlern findet man aufgrund der Herzvergrößerung jedoch auch Ruhepulsfrequenzen von unter 40/min. Verglichen mit Zellen des Arbeitsmyokards besitzen sie weniger Myofibrillen und Mitochondrien, daher sind sie weniger hypoxieanfällig.

## Funktion
Die im Sinusknoten spontan entstandene Erregung gelangt über die Arbeitsmuskulatur der Vorhöfe – nach einigen Autoren über sogenannte Internodalbündel – zu den nachfolgenden Bestandteilen des Erregungsleitungssystems des Herzens (AV-Knoten, His-Bündel, Tawara-Schenkel, Purkinje-Fasern). Auch diese übrigen Teile des Erregungsleitungssystems besitzen die Fähigkeit zur spontanen Depolarisation, die jedoch aufgrund einer immer niedrigeren Frequenz im Normalzustand nicht zum Tragen kommt, so dass der Sinusknoten der alleinige Taktgeber ist.

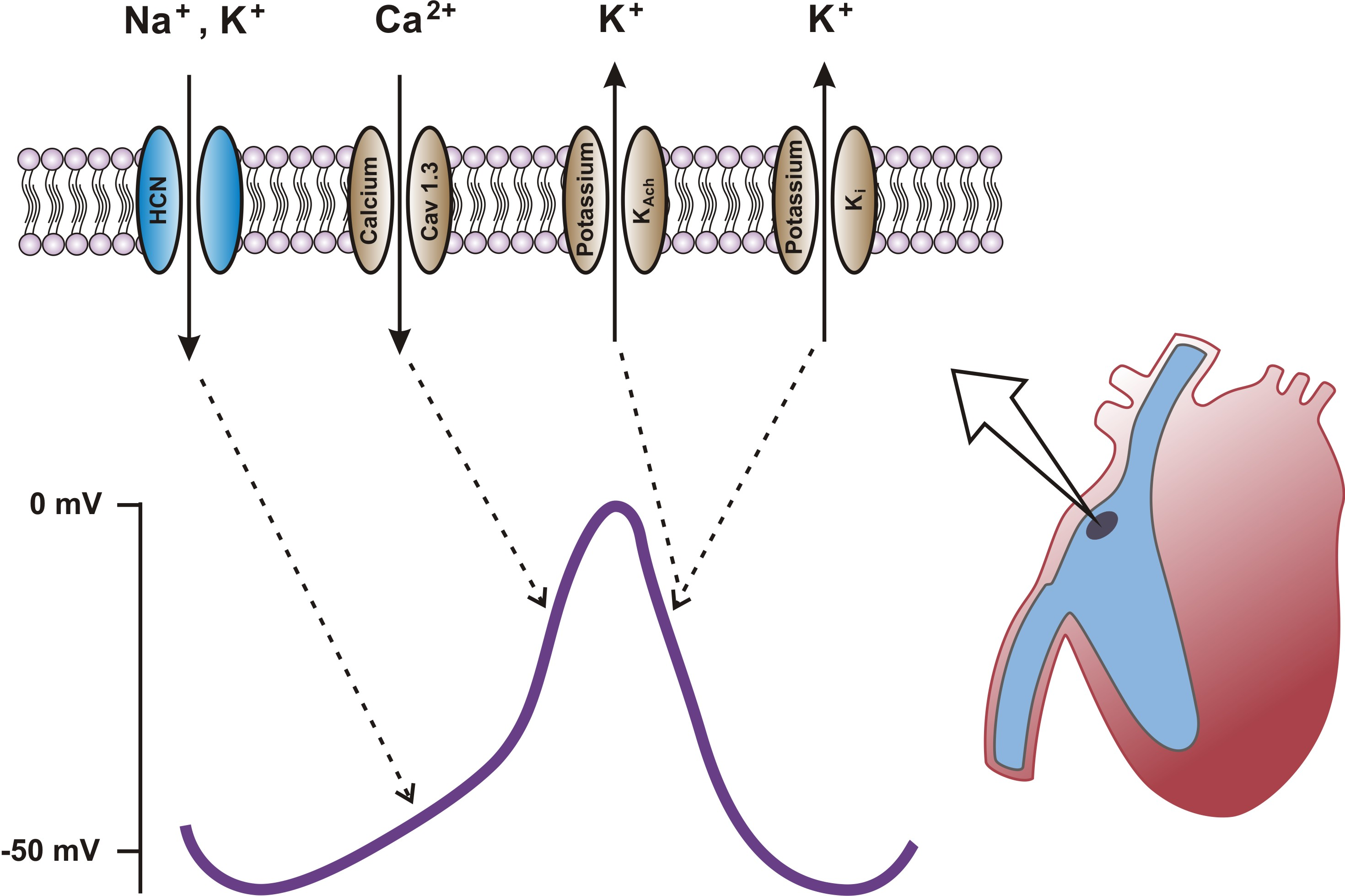
HCN-Kanal im Sinusknoten mit typischem Aktionspotential

Auffallend beim Aktionspotential des Sinusknotens ist die sofortige Depolarisation nach der Repolarisation. Dies ist bedingt durch HCN-Kanäle (Hyperpolarisation activated cyclic nucleotide gates), die sich durch Hyperpolarisation öffnen. Der entstehende Natrium-Einwärts-Strom wird auch I-funny genannt.
Der Sinusknoten wird durch Nerven und Hormone beeinflusst. Er steht unter dem Einfluss von Sympathikus und Parasympathikus. Der Parasympathikus übt mit seinem Transmitter Acetylcholin in Ruhe ständig einen frequenzsenkenden (negativ chronotropen) Effekt auf den Sinusknoten aus. Durchtrennt man die Äste des Nervus vagus des Parasympathikus, so schlägt das Herz dauerhaft schneller. Unter Belastung steigert der Sympathikus mit seinen Transmittern Adrenalin und Noradrenalin, welche als Hormone den Sinusknoten über die Blutbahn erreichen, die Entladungsfrequenz des Sinusknotens (positive Chronotropie).

## Funktionsstörungen
Verschiedene Funktionsstörungen des Sinusknotens äußern sich als komplizierte bradykarde und tachykarde Herzrhythmusstörungen in der Krankheitsgruppe des Sick-Sinus-Syndroms.
Einen kompletten Ausfall des Sinusknotens bezeichnet man als Sinusarrest. Springt kein untergeordnetes Erregungsbildungsgebiet ein, kommt es zu einem akuten Herzstillstand. Dies ist selten, weil untergeordnete Zentren am gesunden Herzen eine zwar zu langsame, aber in Ruhe ausreichende Herzfrequenz gewährleisten. Sofern der Sinusarrest nicht zum plötzlichen Tod führt, ist er heute relativ einfach und dauerhaft mit einem Herzschrittmacher zu beheben.

## Nomenklatur
Die Untersuchungen von Arthur Keith und Martin Flack u. a. über den Sinusknoten folgten nur kurze Zeit später auf die ausführliche Veröffentlichung Sunao Tawaras über den AV-Knoten (1906). Tawara hatte sich verzweigende Muskelstränge beschrieben, die von den Aurikeln ausgehend beidseits des Interventrikularseptums verliefen, und vermutet, dass es sich hierbei um ein Impulsleitungs- und -verteilungssystem handeln müsse. Tawara beschrieb damit eine Knotenstruktur, die Keith und Flack ursprünglich ebenfalls untersuchen wollten. Sie fanden jedoch eine ähnliche Knotenstruktur an einem anderen anatomischen Ort und vermuteten darin das übergeordnete Schrittmacherzentrum der kardialen Bewegung. Keith selbst nannte die von ihm gefundene Struktur nach morphologischen Gesichtspunkten Sino-aurikular Knoten (1907). Das Synonym Sinusknoten prägte W. Koch (1907, 1909). Die experimentell-physiologische Bestätigung der Sinusknoten-Funktion erbrachten Thomas Lewis und Wybau 1910 mit der EKG-Technik unabhängig voneinander.

## Zitat
„I. (a) Die muskuläre Verbindung in Herzen unterer Ordnung zwischen Sinus und Aurikular-Kanal, und in Herzen höherer Ordnung zwischen den diese darstellenden Teile des Herzens ist eng. Bei den letzteren führen Fasern direkt von dieser Verbindung zur Nachbarschaft des AV-Bündels. (b) Die Aurikularkanal-Verbindung ist an dieser Stelle durch eine Verdickung der Herzwand hervorgehoben. […] II (a) Es zeigt sich ein bemerkenswertes Relikt persistierender primitiver Fasern an der Sino-aurikulären Verbindungsstelle bei allen untersuchten Säugetierherzen. Diese Fasern stehen in enger Verbindung mit dem Vagus- und Sympathicus-Nerven, sie besitzen eine spezielle arterielle Versorgung; es wird angenommen, daß hier der die Bewegung des Herzens bestimmende Rhythmus normalerweise entsteht.“